# ソーンダース郡 (ネブラスカ州)
座標: 北緯41度14分 西経96度38分 / 北緯41.23度 西経96.63度
ソーンダース郡（英: Saunders County）は、アメリカ合衆国のネブラスカ州にある郡。2000年時点での人口は19,830人で、郡庁所在地はワフー (Wahoo)。同州オマハを中心としてネブラスカ・カンザスの両州にまたがるオマハ＝カウンシルブラフス大都市圏を構成する8つの郡の1つでもある。
ネブラスカ州のナンバープレートで、ソーンダース郡の車両は最初の数字が6になっている。これは1922年にナンバープレートの制度を確立した際、ソーンダース郡の車両登録数が州内の郡のなかで6番目に多かったからである。

## 歴史
ソーンダース郡は1856年に組織され、郡の名は昔、準州の知事を務めたアルヴィン・ソーンダースにちなんで名付けられた。

## 地理
アメリカ合衆国国勢調査局によると、この郡は総面積1,965 km2 (759 mi2) である。このうち1,953 km2 (754 mi2)が陸地で、13 km2 (5 mi2) が海や湖などの水地域である。総面積のうち0.65%が水地域となっている。

### 隣接する郡
- ドッジ郡（北）
- ダグラス郡（東）
- サーピィ郡（東）
- カス郡（南東）
- ランカスター郡（南）
- バトラー郡（西）

## 人口動静

2000年の時点での郡の人口ピラミッド

2000年の国勢調査によると、ソーンダース郡には19,830人、7,498世帯、及び5,443家族が暮らしている。人口密度は10/km2 (26/mi2) で、4/km2 (11/mi2) の平均的な密度に8,266軒の住居が建っている。この郡の人種の構成は白人98.49%、黒人（アフリカ系アメリカ人）0.11%、先住民0.29%、アジア系0.22%、太平洋諸島系0.01%、その他の人種0.35%、及び混血0.55%で、1.03%の人々がヒスパニックまたはラテン系である。
ソーンダース郡に住む7,498世帯のうち、34.20%は18歳未満の子どもと暮らしており、62.60%は夫婦で生活している。6.70%は未婚の女性が世帯主であり、27.40%は家族以外の住人と同居している。23.60%は独居で、全世帯の11.90%は65歳以上の独居老人世帯である。1世帯あたりの平均人数は2.61人であり、家庭の場合は3.11人である。
郡の住民は27.90%が18歳未満の子どもで、18歳以上24歳以下が6.30%、25歳以上44歳以下が27.60%、45歳以上64歳以下が22.90%、および65歳以上が15.30%となっている。平均年齢は38歳である。女性100人に対して男性は99.10人いて、18歳以上の女性100人に対しては男性は98.10人いる。
郡の世帯ごとの平均収入は42,173米ドルで、家族ごとでは49,443米ドルである。男性の33,309米ドルに対して女性は22,922米ドルの平均的な収入がある。この郡の一人当たりの収入 (per capita income) は18,392米ドルである。総人口の6.60%、家族の5.30%は貧困線以下である。18歳未満の子どもの7.30%及び65歳以上の7.00%は貧困線以下の生活を送っている。

## コミュニティ

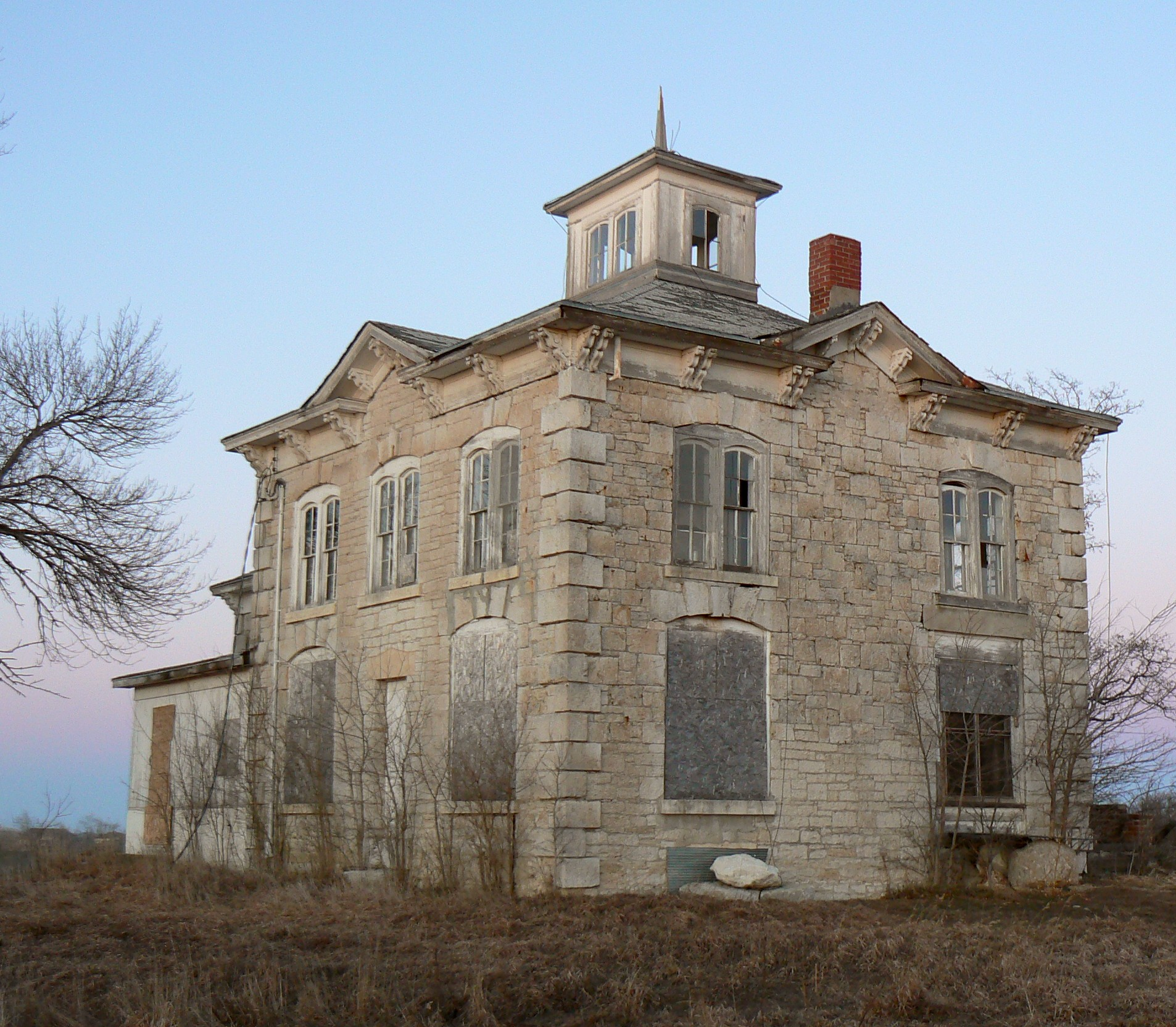
郡にある第58学校
（2007年1月7日撮影）

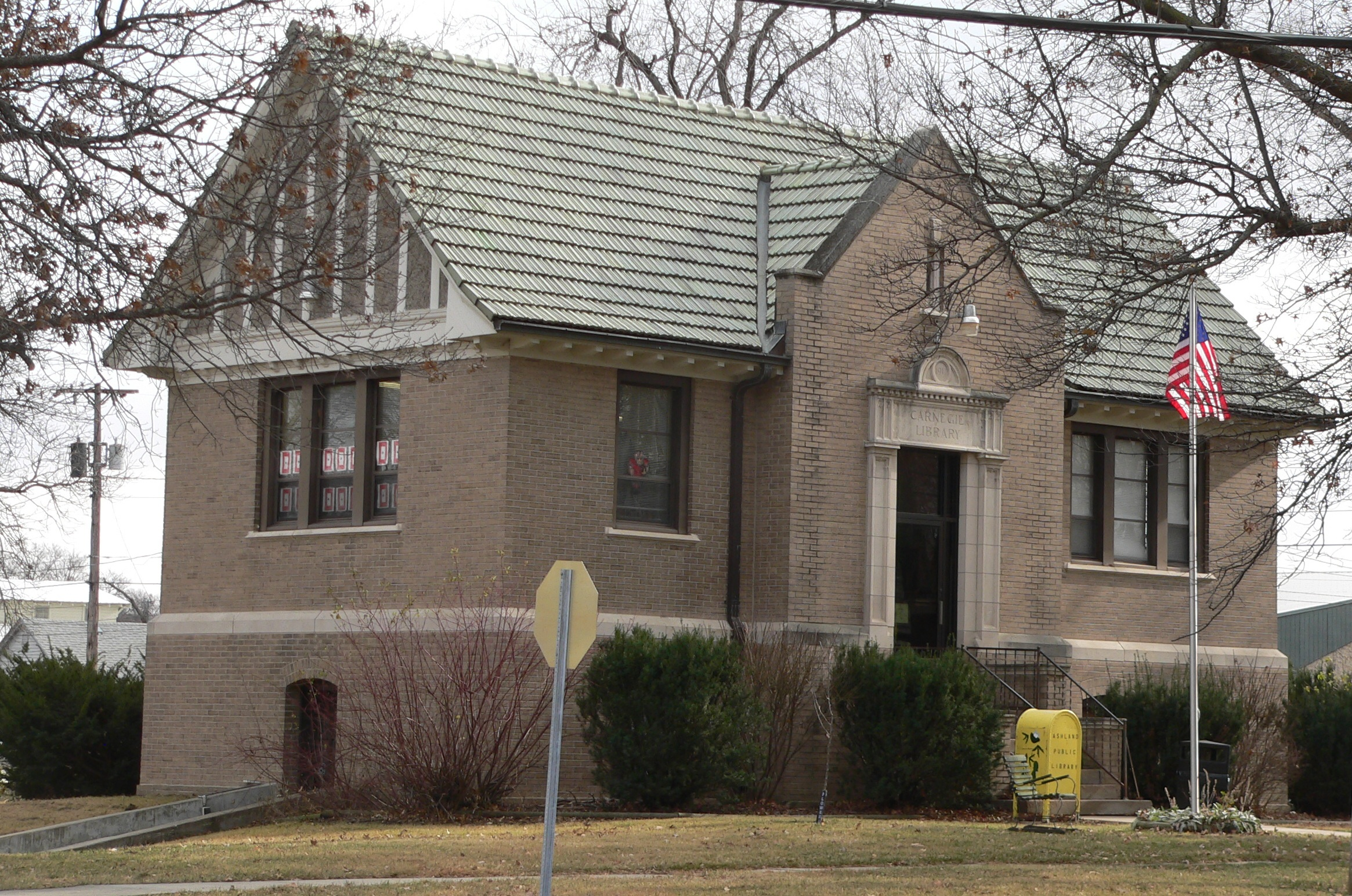
アッシュランドの公立図書館
（2009年12月3日撮影）

### 都市
- アッシュランド (en:Ashland, Nebraska)
- ワフー (en:Wahoo, Nebraska)
- ユータン (en:Yutan, Nebraska)

### 村
- シダー・ブラフス (en:Cedar Bluffs, Nebraska)
- セレスコ (en:Ceresco, Nebraska)
- コロン (en:Colon, Nebraska)
- イタカ (en:Ithaca, Nebraska)
- レスハラ (en:Leshara, Nebraska)
- マルモ (en:Malmo, Nebraska)
- ミード (en:Mead, Nebraska)
- メンフィス (en:Memphis, Nebraska)
- モース・ブラフ (en:Morse Bluff, Nebraska)
- プラーグ (en:Prague, Nebraska)
- ヴァルパライソ (en:Valparaiso, Nebraska)
- ウェストン (en:Weston, Nebraska)

## 郡区
- アッシュランド (en:Ashland Township, Saunders County, Nebraska)
- ボヘミア (en:Bohemia Township, Saunders County, Nebraska)
- センター (en:Center Township, Saunders County, Nebraska)
- チャップマン (en:Chapman Township, Saunders County, Nebraska)
- チェスター (en:Chester Township, Saunders County, Nebraska)
- クリア・クリーク (en:Clear Creek Township, Saunders County, Nebraska)
- ダグラス (en:Douglas Township, Saunders County, Nebraska)
- エルク (en:Elk Township, Saunders County, Nebraska)
- グリーン (en:Green Township, Saunders County, Nebraska)
- レスハラ (en:Leshara Township, Saunders County, Nebraska)
- マーブル (en:Marble Township, Saunders County, Nebraska)
- マリエッタ (en:Marietta Township, Saunders County, Nebraska)
- マリポサ (en:Mariposa Township, Saunders County, Nebraska)
- モース・ブラフ (en:Morse Bluff Township, Saunders County, Nebraska)
- ニューマン (en:Newman Township, Saunders County, Nebraska)
- ノース・シダー (en:North Cedar Township, Saunders County, Nebraska)
- オーク・クリーク (en:Oak Creek Township, Saunders County, Nebraska)
- ポホッコ (en:Pohocco Township, Saunders County, Nebraska)
- リッチランド (en:Richland Township, Saunders County, Nebraska)
- ロック・クリーク (en:Rock Creek Township, Saunders County, Nebraska)
- サウス・シダー (en:South Cedar Township, Saunders County, Nebraska)
- ストッキング (en:Stocking Township, Saunders County, Nebraska)
- ユニオン (en:Union Township, Saunders County, Nebraska)
- ワフー (en:Wahoo Township, Saunders County, Nebraska)